# Rodenbachstraat 29
Rodenbachstraat 29 was een Vlaams amusementsprogramma dat van 1973 tot 1976 op Radio 2 Limburg werd uitgezonden. Het was een combinatie van show, humor, muziek en een verzoekprogramma. 

## Concept
Aanvankelijk heette het programma "Het zal je plaat maar wezen", een woordspeling op het nummer Het zal je kind maar wezen uit de televisieserie 't Schaep met de 5 pooten. In het begin werden mensen uitgenodigd om hun favoriete muziek aan te vragen en er ook een verhaal bij te vertellen. Omdat echter te veel mensen enkel de groeten wilden doen aan iemand thuis werd het concept veranderd. Voortaan kozen Ghysen en zijn team enkel mensen die de voorbije dagen om een of andere reden in de actualiteit waren geweest. Zodoende had iedereen een eigen, origineel verhaal dat ze in het bijzijn van een zaalpubliek konden vertellen. 
De vertellingen werden muzikaal begeleid door twee mensen uit Tongeren: François Vogels op drums en Jo Martens op een orgeltje. Telkens wanneer de geïnterviewde een onvoorziene stilte viel speelden zij een passend deuntje. Geleidelijk aan werden er ook professionele zangers, zangeressen en groepen uitgenodigd om tussendoor op te treden. Onder meer Urbanus maakte in dit programma zijn radio-debuut. Ook buitenlandse artiesten traden regelmatig op, waaronder Dalida, The Carpenters, Golden Gate Quartet, Caravelli, Albert Hammond, Julie Felix, Reinhard Mey en Demis Roussos. Na verloop van tijd liet men gewoon bepaalde mensen uit de zaal hun opzienbarend verhaal vertellen. Gezien elke uitzending live ging selecteerden Ghysens assistentes Rita Jaenen, Ireen Houben en Jacky Geerts aan de toegang tot het podium welke verhalen geschikt waren voor uitzending.
Als afsluiter van iedere uitzending werd er ook een quiz gehouden waarbij de vragen over de actualiteit die week gingen. Wie de eerste vraag juist had won één dagje Londen. Als hij of zij ook de elfde en laatste vraag correct beantwoordde kregen ze een hele maand vakantie in Spanje.
Ooit deed een kloosterzuster een oproep om in haar missiegebied in de Sahel een put te laten boren. Haar vraag kreeg gehoor toen een luisteraar, eigenaar van een internationaal boorbedrijf, de put gratis liet boren. Uit dank werd deze put toen "Rodenbachstraat 29" genoemd.
Omdat het programma veel hectischer verliep dan Ghysens andere programma's gaf hij er na vier jaar de brui aan.